# Racconti delle mille e una notte
Racconti delle mille e una notte (Pohádky tisíce a jedné noci) è un film d'animazione del 1974, diretto da Karel Zeman. Si tratta di una raccolta di sette cortometraggi di Zeman, usciti ciascuno singolarmente in precedenza. 

## Trama
Sindbad, marinaio e suonatore di oud, con la sua sete di avventura, non può tenersi lontano dal mare, per quanto questo gli presenti alle volte esperienze negative.
Solo, o accompagnato da equipaggi vari, ed in ogni caso dallo stormo di gabbiani che lo accolgono ad ogni sua ricomparsa nell'ambiente acqueo, Sindbad mette piede in diverse terre emerse, dalla falsa isola che in realtà è il dorso di un enorme cetaceo, all'isola che si inabisserà sotto l'immane peso delle monete d'oro scaturenti senza controllo dalla sua cornucopia, alla montagna che si staglia sul mare, che attrae quasi magneticamente i navigli destinandoli ad un rovinoso naufragio.
Nel corso del suo errare Sindbad incontra animali che a volte gli sono propizi (il pappagallo che lo salva dalla prigionia, il grosso pesce che lo ricompensa lautamente per non averlo pescato, il cavallo oggetto di scambio salvifico), altre volte ostili (dai giganteschi minacciosi uccelli roc, alla testuggine, alle fastidiose scimmie che vogliono tenerlo come giullare nel loro reame).
E molte di queste terre dove il marinaio approda, vittima di ripetuti naufragi, sono rette da sultani tendenzialmente malevolenti (fra i quali addirittura il re dei mari nel suo reame subacqueo), spesso padri di principesse fatali, vittime di rapimenti, di incantesimi, o protagoniste di fughe da casa alla ricerca di un amore che non si accorda con la ragion di Stato.
È con una di queste principesse che alla fine Sindbad, lasciando appunto da parte le ricchezze che per buona sorte a varie riprese gli si erano prospettate, si accaserà.

## Produzione
Il film è costituito da sette sezioni, ciascuna uscita in precedenza come cortometraggio.
Primo viaggio
Cortometraggio Le avventure di Sinbad il marinaio (Dobrodružství námořníka Sindibáda, 14 minuti, uscito originariamente nel 1971).
Secondo viaggio
Druhá cesta námořníka Sindibáda (letteralmente "Il secondo viaggio di Sinbad il marinaio", 13 min., 1972).
Terzo viaggio
V zemi obrů (lett. "Nella terra dei giganti" 13 min., 1973).
Quarto viaggio
Magnetová hora (lett. "La montagna magnetica", 15 min., 1973).
Quinto viaggio
Létající koberec (lett. "Il tappeto volante" 11 min., 1973).
Sesto viaggio
Mořský sultán (lett. "Il sultano del mare", 10 min., 1974).
Settimo viaggio
Zkrocený démon (lett. "Il demone domato" 12 min., 1974).